# محوطه کوی خاله
محوطه کوی خاله مربوط به عصر مس است و در شهرستان سلسله (الشتر)، بخش مرکزی، دهستان دوآب، ۴۵۰ متری شمال روستای سرنجه واقع شده و این اثر در تاریخ ۷ اسفند ۱۳۸۶ با شمارهٔ ثبت ۲۱۳۱۰ به‌عنوان یکی از آثار ملی ایران به ثبت رسیده‌است.